# Max Blumentrath
Max Blumentrath (* 30. Mai 1986 in Wesel) ist ein deutscher Jazzmusiker (Klavier, Hammond-Orgel, Arrangement).

## Leben und Wirken
Blumentrath bekam ersten Klavierunterricht in seiner Heimatstadt Borken und begann nach Abschluss seines Zivildienstes 2006 das Bachelorstudium am ArtEZ Conservatorium in Enschede bei unter anderem John Hondorp, Ruud Ouwehand und Jeroen Rol. Für das Wintersemester 2008/2009 wechselte er mit dem Erasmusstipendium an das renommierte Conservatori Superior de Música del Liceu in Barcelona und wurde dort von Iñaki Sandoval am Klavier unterrichtet. Nach seinem Abschluss in Enschede wurde er 2010 erster Masterstudent für Hammondorgel an der Hochschule für Musik Carl Maria von Weber Dresden. Er bekam dort Hauptfachunterricht bei Matthias Bätzel und belegte Seminare bei u. a. Thomas Zoller und Günter "Baby" Sommer.
Neben seinem Studium sorgten Meisterkurse und Privatunterricht bei Organisten wie Joey DeFrancesco, Larry Goldings, Alberto Marsico, Steinar Nickelsen, Arno Krijger und Carlo De Wijs für Inspiration und Weiterbildung.
Nach seinem Abschluss 2012 zog er nach Köln, wo er seitdem lebt. In den letzten Jahren trat er mit Musikern wie Jürgen Schwab, Thomas Cremer, Torsten Goods, Peter Weniger, Mario Mammone, Tobias Backhaus, Christian Hassenstein, Paul Wiltgen und Stefan Rey auf.

## Pressestimmen
- „Der Abend bot in der Tat vieles: Kuros Kunst, dazu den ebenso eleganten wie druckvollen Jazz des Max Blumentrath-Quartetts, zu dem sich im zweiten Set auch noch Eva Kurowski als Sängerin gesellte. Den Band-Sound ohne Bassisten unterfütterte Organist Max Blumentrath, mal samtig als pure Dezenz. Mal ließ er aber auch die Hammond fauchen und grollen wie einen rauflustigen Tiger. Im Chorus von Sax, Gitarre und Orgel hatte dieses Quartett einen enormen Angriff – aber immer mit Grandezza.“ Westdeutsche Allgemeine Zeitung über das Blumentrath/Oster/Wollner/Braber Quartett.[2]

## Diskographische Hinweise
- 2022: milestones Jazzband What the World Needs Now (recordJet, mit Dominik Hahn und Julian Walleck featuring Marie Daniels, Lennart Allkemper, Jonathan Böbel und Thimo Niesterok)
- 2021: From Portugal to Brazil (recordJet, mit Ella Rohwer und Stephan Langenberg; EP)
- 2018: Holger Weber Soul Jazz Lab (Timezone, mit Alex Lex featuring Wim Wollner und Angela Brown)
- 2012: The Graduate (Skycap Records, mit Markus Ehrlich, Dominik Hahn und Durk Hijma)[3]
- 2011: Jean Quadrat (Label 11, mit Johannes Ludwig, Johannes Böhmer, Philip Czarnecki und Julian Fau)